# University of Adelaide
Die University of Adelaide ist eine Universität in Adelaide (South Australia).

## Geschichte und Organisation

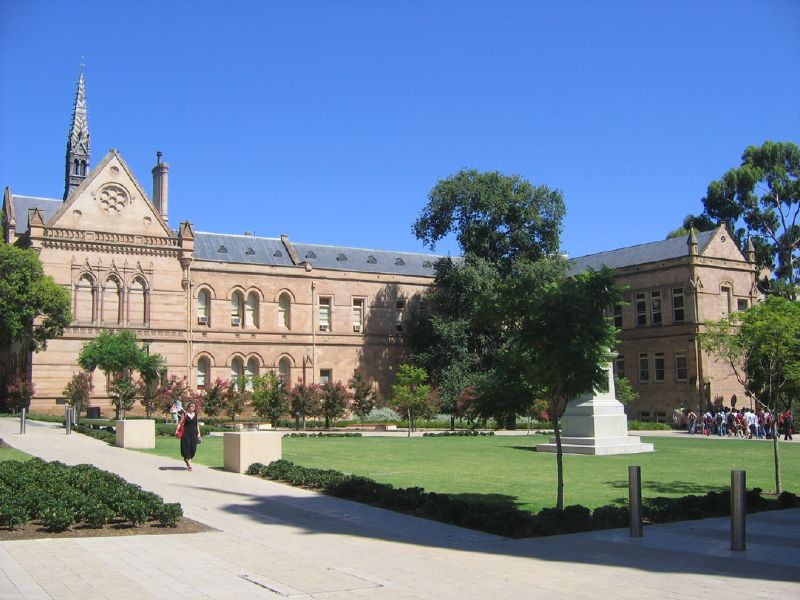
Mitchell Building

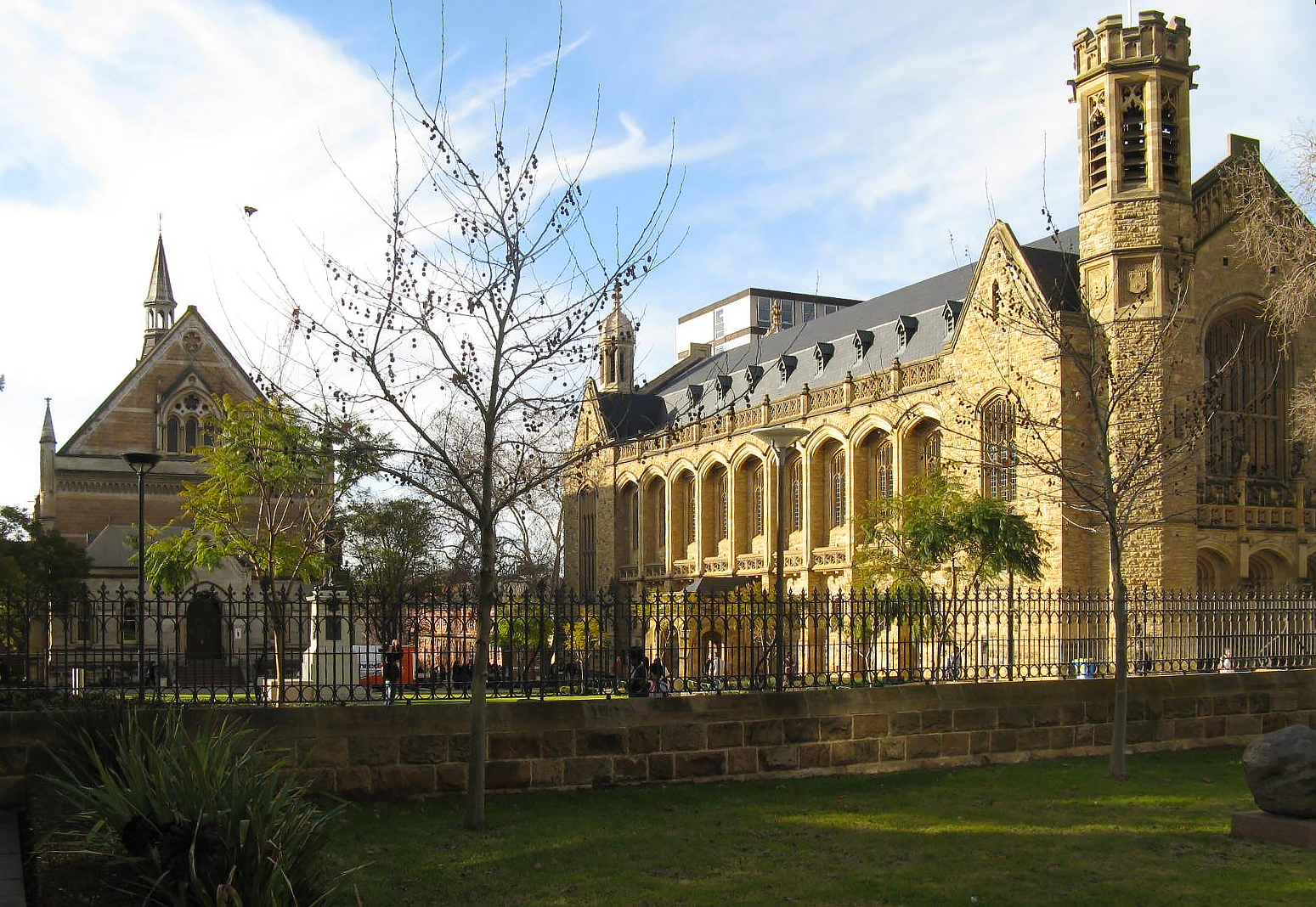
Bonython Hall und Conservatorium of Music

Am 6. November 1874 erfolgte die Gründung. Damit ist diese die älteste Universität in Südaustralien, die drittälteste Universität Australiens und älter als die meisten Universitäten Englands. Die Hochschule ist auf vier Standorte verteilt; der Hauptcampus befindet sich im Stadtzentrum an der Straße North Terrace, weitere Standorte sind Waite Campus, Roseworthy Campus und Thebarton-Campus im Vorort von Thebarton.
Sie gehört zur Group of Eight. 5 Nobelpreisträger haben hier studiert. Im Jahr 2020 waren über 21.000 Studenten immatrikuliert, davon waren mehr als 7.886 ausländische Studenten aus mehr als 70 Ländern.

## Zahlen zu den Studierenden
2020 waren 29.453 Studierende an der University of Adelaide eingeschrieben (2016: 27.194, 2017: 26.833, 2018: 26.911, 2019: 28.306). 20.401 davon (69,3 %) hatten noch keinen ersten Abschluss, 20.184 davon waren Bachelorstudenten. 8.800 (29,9 %) hatten bereits einen ersten Abschluss und 2.228 davon arbeiteten in der Forschung. 14.377 (48,8 %) Studenten waren weiblich und 15.053 (51,1 %) waren männlich.

## Fakultäten
- Engineering, Computer and Mathematical Sciences
- Gesundheitswissenschaften
- Humanities and Social Sciences
- Architecture, Law, Landscape Architecture, Urban Design, Economics und Commerce
- Naturwissenschaften

## Bekannte Professoren und Alumni
- William Henry Bragg (1862–1942), britischer Physiker
- John Maxwell Coetzee (* 1940), Schriftsteller
- Julia Gillard (* 1961), britisch-australische Politikerin
- Karl Emil Jung (1833–1902), deutscher Lehrer, Forschungsreisender und Geograph
- Annette Reineke (* 1968), deutsche Agrarwissenschaftlerin, Hochschullehrerin
- John Robin Warren (1937–2024), Pathologe
- Ghil'ad Zuckermann (* 1971), israelo-australischer Sprachwissenschaftler